# Max Rhyser
Max Rhyser (ur. 11 lipca 1982 w Amsterdamie) – amerykański aktor i model pochodzenia duńsko-izraelskiego.

## Życiorys
Urodził się w Amsterdamie, jako syn  Amerykanki pochodzenia izraelskiego i Duńczyka. W trakcie dzieciństwa jego rodzice często zmieniali miejsce zamieszkania; powodem były na nowo obierane przez ojca Rhysera ścieżki kariery. Gdy Rhyser miał dziesięć lat, przeprowadził się do Paryża, a jako piętnastolatek przeniósł się do Danii. Podczas każdej z przeprowadzek wstępował do lokalnych teatrów szkolnych. Biegle mówi po holendersku i angielsku; porozumiewa się również w językach duńskim i francuskim. W wieku dwudziestu lat zamieszkał w Londynie.
Drogę do kariery w branży filmowej utorował mu starszy brat − aktor europejski. Mając osiemnaście lat Rhyser związał się z amsterdamskim teatrem. W 2005 podpisał kontrakt z agencją modeli Q Management. Natychmiast ruszyła jego kariera telewizyjna. W styczniu tego roku Rhyser pojawił się gościnnie w odcinku serialu BBC One Mój bohater pt. The Foresight Saga. W maju 2007 swoją premierę festiwalową odnotowała komedia romantyczna A Four Letter Word. Był to debiut filmowy aktora. Po roli w horrorze klasy "B" Razortooth (2007) Rhyser stworzył pierwszoplanową kreację Kobiego Zuckera w dramacie Homeland (2008).
W 2009 zagrał w filmie romantycznym Heads and Tails i dramacie Dawn, a w 2010 − w komedii Violet Tendencies z udziałem Marcusa Patricka. Sukcesem okazał się występ Rhysera w serialu internetowym In Between Men (2010−2011), skupiającym się na losach homoseksualnych przyjaciół z Nowego Jorku, którzy nie wpisują się w popularne stereotypy dotyczące środowisk LGBT. Następnie wystąpił w szeregu krótkometrażowych filmów o tematyce queerowej. W jednym z nich, zatytułowanym Chaser (2013), wcielił się w żydowskiego nauczyciela, który zmagając się z samotnością odwiedza kluby oferujące gejowskie spotkania erotyczne.

## Życie prywatne
Jest jawnym gejem. Mieszka w Nowym Jorku.